# Гаукенігсгофен
Гаукенігсгофен (нім. Gaukönigshofen) — громада в Німеччині, розташована в землі Баварія. Підпорядковується адміністративному округу Нижня Франконія. Входить до складу району Вюрцбург.
Площа — 31,98 км2. Населення становить 2482 осіб. (станом на 31 грудня 2020).